# Гречаний Федір Степанович
Федір Степанович Гречаний (Потребич-Гречаний) (1670 — раніше 1747) — член Першої Малоросійської колегії в 1724—1727 роках, учасник обрання гетьманом Данила Апостола 1 (12) жовтня 1727 року у Глухові, значний військовий товариш, бунчуковий товариш.

## Родинні зв'язки
Федір Гречаний — син Степана Прокоповича Потребича-Гречаного генерального писаря в 1663—1665 рр.

## Служба
В 1693 році почав службу військовим канцеляристом Гетьманської військової канцелярії. Був послом Івана Мазепи до Москви. З 1723 року — значний військовий товариш.

### Перша Малоросійська колегія
Федір Гречаний входив до складу Першої Малоросійської колегії від українців. Крім нього, «правителями Генеральної військової канцелярії» в 1724—1727 рр. були представники старшини — колишній полтавський сотник Іван Левенець та Глухівський сотник Іван Мануйлович.
Письменник Юрій Мушкетик у книзі "Гетьманський скарб" називає Ф.Гречаного «найстаршим управителем».

### Учасник церемонії обрання гетьмана
Під час обрання гетьмана Данила Апостола ніс бунчук на урочистій церемонії 1 (12) жовтня 1727 року у Глухові.